# Trisophista
Trisophista är ett släkte av fjärilar. Trisophista ingår i familjen spinnmalar.
Kladogram enligt Catalogue of Life:
| Trisophista | \| \| Trisophista doctissima \| \| \| \| \| \| Trisophista pauli \| \| \| \| |
|             | \| \| Trisophista doctissima \| \| \| \| \| \| Trisophista pauli \| \| \| \| |
|             | Trisophista doctissima                                                       |
|             |                                                                              |
|             | Trisophista pauli                                                            |
|             |                                                                              |